# Танкал
Танкал — река в России, протекает в Челябинской области. Правый приток реки Сим.

## География
Река Танкал берёт начало южнее посёлка Шарлаш. Течёт на запад. Устье реки находится в 194 км по правому берегу реки Сим. Длина реки составляет 14 км. Высота устья — 239,7 м над уровнем моря.
Притоки: Бидюльга, Кулутайка, Мокрый Суходол (правые).

## Данные водного реестра
По данным государственного водного реестра России относится к Камскому бассейновому округу, водохозяйственный участок реки — Сим от истока и до устья, речной подбассейн реки — Белая. Речной бассейн реки — Кама.
Код объекта в государственном водном реестре — 10010200612111100019010.